# Hemerodromia concinna
Hemerodromia concinna är en tvåvingeart som beskrevs av Smith 1969. Hemerodromia concinna ingår i släktet Hemerodromia och familjen dansflugor. Inga underarter finns listade i Catalogue of Life.